# Mercy (Allier)
Mercy és un municipi francès, situat al departament de l'Alier i a la regió d'Alvèrnia-Roine-Alps. L'any 2007 tenia 292 habitants.

## Demografia

### Població
El 2007 la població de fet de Mercy era de 292 persones. Hi havia 112 famílies de les quals 32 eren unipersonals (16 homes vivint sols i 16 dones vivint soles), 32 parelles sense fills, 44 parelles amb fills i 4 famílies monoparentals amb fills.
La població ha evolucionat segons el següent gràfic:
Habitants censats

### Habitatges
El 2007 hi havia 151 habitatges, 121 eren l'habitatge principal de la família, 14 eren segones residències i 15 estaven desocupats. 149 eren cases i 2 eren apartaments. Dels 121 habitatges principals, 104 estaven ocupats pels seus propietaris, 14 estaven llogats i ocupats pels llogaters i 3 estaven cedits a títol gratuït; 4 tenien dues cambres, 19 en tenien tres, 35 en tenien quatre i 64 en tenien cinc o més. 81 habitatges disposaven pel capbaix d'una plaça de pàrquing. A 47 habitatges hi havia un automòbil i a 64 n'hi havia dos o més.

### Piràmide de població
La piràmide de població per edats i sexe el 2009 era:
| Homes | Edats   | Dones |
| ----- | ------- | ----- |
| 0     | 95 o +  | 0     |
| 0     | 90 a 94 | 0     |
| 0     | 85 a 89 | 0     |
| 0     | 80 a 84 | 0     |
| 4     | 75 a 79 | 4     |
| 8     | 70 a 74 | 12    |
| 28    | 65 a 69 | 8     |
| 12    | 60 a 64 | 4     |
| 8     | 55 a 59 | 8     |
| 8     | 50 a 54 | 8     |
| 12    | 45 a 49 | 12    |
| 32    | 40 a 44 | 8     |
| 0     | 35 a 39 | 4     |
| 16    | 30 a 34 | 16    |
| 12    | 25 a 29 | 0     |
| 4     | 20 a 24 | 0     |
| 8     | 15 a 19 | 4     |
| 16    | 10 a 14 | 8     |
| 4     | 5 a 9   | 8     |
| 0     | 0 a 4   | 4     |

## Economia
El 2007 la població en edat de treballar era de 178 persones, 129 eren actives i 49 eren inactives. De les 129 persones actives 117 estaven ocupades (73 homes i 44 dones) i 12 estaven aturades (5 homes i 7 dones). De les 49 persones inactives 19 estaven jubilades, 12 estaven estudiant i 18 estaven classificades com a «altres inactius».

### Ingressos
El 2009 a Mercy hi havia 119 unitats fiscals que integraven 269 persones, la mediana anual d'ingressos fiscals per persona era de 15.872 €.

### Activitats econòmiques
L'únic establiment que hi havia el 2007 era d'una empresa de comerç i reparació d'automòbils.
L'any 2000 a Mercy hi havia 26 explotacions agrícoles que ocupaven un total de 2.064 hectàrees.

## Poblacions més properes
El següent diagrama mostra les poblacions més properes.